# Stardoll
Stardoll is een browserspel van Glorious Games.
Achtergrond
In 2004 begon de Scandinavische Liisa met haar website 'Paperdoll Heaven'. Ze was in haar kindertijd veel bezig met het tekenen van poppen met daarbij zelf ontworpen kleding. Zo leerde zij op een gegeven moment hoe een website kon worden gebouwd. Al snel werd de website 'Paperdoll Heaven', een populair platform waar meisjes poppen online konden aankleden.
Op de website van Stardoll kunnen er beroemdheden aangekleed worden. Verder kan men een eigen Stardoll-account aanmaken, waarbij de Stardoll een eigen kamer heeft. Ook van andere leden kan de kamer worden bekeken. Men kan "vrienden" worden met echte beroemdheden of een club maken en er leden in toelaten. Er kunnen eigen kledinglijnen verkocht worden. Op die manier verkrijgen deelnemers plaats op de ranglijst van ontwerpers, door middel van ervaring. Hoe meer de deelnemer speelt op Stardoll, hoe meer Starpoints hij/zij krijgt. Met die starpoints kan de speler speciale voorwerpen kopen om hun Suite in te richten. Er zijn kleren en make-up te vinden om op de "modellen" aan te brengen.
Op 23-12-2022 had Stardoll 458,840,147 spelers.